# Alicia Coduras Martínez
Alicia Coduras Martínez (Barcelona, 6 d'abril del 1958) és una economista, doctora en Ciències Polítiques, compositora i directora d'orquestra catalana.

## Biografia
Estudià amb Pere Vallribera (piano), Maria Canela (música de cambra), Josep Maria Llorens (musicologia), Jaume Torrent, Joaquima de Genover i Bonal (vídua de Gracià Tarragó), i Francesc Pareja (guitarra) al Conservatori del Liceu, continuà la formació al Conservatori Superior Municipal de Música de Barcelona (CSMMB) cursant etnomusicologia amb Josep Crivillé, composició i instrumentació amb Josep Soler, contrapunt i fuga amb Josep Garcia i Gago, direcció d'orquestra amb Albert Argudo i Salvador Mas i completà els estudis fent el postgrau de Direcció d'Orquestra. En unes altres branques de coneixements, es llicencià en ciències econòmiques i empresarials per la Universitat de Barcelona i el 1998 es doctorà en Ciències Polítiques i de l'Administració a la Universitat Pompeu Fabra.
Compaginant la seva dedicació professional com a economista (va ser professora de les universitat de Barcelona 1986-1991 i Pompeu Fabra 1990-1999) amb la vocació musical, dirigí l'Orquestra Antoni Nicolau del Conservatori Superior Municipal de Música de Barcelona (CSMMB) al llarg de dos anys, l'Orquestra de Cambra a Quatre Cordes, el Conjunt instrumental de la Universitat Pompeu Fabra (2000), l'orquestra de cambra de Santa Maria del Mar de Barcelona, la "Unión Musical Santa Ana" de Zarra i des, del 2000 i en l'actualitat (2013), dirigeix l'Orquesta de Cámara “Gaspar Cassadó”, de Almansa. Ha estat directora tècnica del Projecte GEM Espanya (1999-2012), és membre de l'equip tècnic de GEM Global (2007-2014?) i catedràtica de Foment de l'Esperit Emprenedor de la Universitat Antonio de Nebrija de Madrid (curs 2013-2014).
Com a compositora ha estat autora d'obres per a una gran diversitat d'instruments, principalment guitarra i piano, i ha guanyat els premis de composició Frederic Mompou - Joves Compositors de les Joventuts Musicals de Barcelona (1993), i l'Eduard Toldrà (1995). També ha publicat un gran nombre d'estudis econòmics tant en format paper com en recursos en línia. Anecdòticament, ha intersectat la dedicació professional amb l'artística en dues composicions musicals, creades a partir de sèries estadístiques econòmiques: Composición libre sobre las variaciones trimestrales del PIB i Fantasia vers el PIB català i les seves components.

## Obres
Selecció
- Agua de rocío (2008), per a flauta i piano
- Al modo dórico, per a piano
- Carta (2010), per a cor, sobre un poema de Miguel Hernández
- Clara nit (1987), per a veu i piano
- Composición libre sobre las variaciones trimestrales del PIB y algunas de sus componentes 1995-2010, base 2000 (2011), per a violí i guitarra
- Cuatro formas sin forma (1992)
- Dos poemes d'en Josep Carner a trenc de dia-matí (1994), per a cor i piano
- Dúo núm. 1 (1996), per a flauta/oboè i guitarra
- Duo núm. 2 (1999), per a oboè i guitarra
- Entre viñedos (2011), per a piano i violoncel
- Entreteniments per a saxo sol (2004)
- Exordium: Homenaje a Josep Soler (2005), per a piano
- Fantasia vers el PIB català i les seves components (2012), per a violí i guitarra
- Fuga cromática para cuarteto de cuerda (1986)
- Gitana (2009), per a soprano i conjunt instrumental
- Meca (2007), poema simfònic per a banda, en set parts: Sortida del sol al Mugrón de la Meca; La ciutat desperta; Alerta al cos de guàrdia; Processó religiosa; Petició de protecció als Déus; Presa de la ciutat pels romans; Destrucció i desolació de la ciutat
- Moderato (1999), per a veu i piano, enregistrat[dsc 1]
- Música para un escéptico (1998), per a piano
- Navegando en calma, impresiones (2011), per a piano
- Noicanigami (1993), per a quartet vocal, sobre poemes d'Alfredo Coduras. 1r Premi del 14è Concurs de Joves Compositors de les Joventuts Musicals de Barcelona - Premi Internacional Frederic Mompou (1993)[7]
- Noviluni (1993), per a veu i piano
- L'Òliba (2006), per a clarinet baix
- Peça per a piano (1999), enregistrada[dsc 1]
- Peces per a clarinet
- Preludio para guitarra (1987)
- Pressentiments (2010), per a guitarra
- Quartet Kruskal (1990)
- Quartet Toldrà (1995), premi "Eduard Toldrà" 1995
- Recerca (1990)
- Sombras (2006), per a guitarra
- Tres peces per a piano (1991), dedicades al mestre Pere Vallribera
- Trio núm. 1 (1997), per a violí, violoncel i piano, enregistrat[dsc 2]
- Trío núm. 2 (2003), per a flauta, violoncel i guitarra
- TriPercussió (1991), enregistrada[dsc 3]
- Zacae (2005), per a banda

## Enregistraments
1. 1 2  DC Massaguer, Montserrat (piano); Candau, Maria Jesús (soprano). Memòria de l'aigua.  Girona: Anacrusi, 1999.
2. ↑  DC  Joves compositors del Conservatori de Badalona.  Badalona: Patronat de la música de Badalona, 1997.
3. ↑  DC Quartet de Percussió de l'OBC, (i altres). Avuimúsica, conjunts i banda.  Jafre: Anacrusí, 2003 (Col·lecció de música catalana contemporània, 5).